# 마지막 유니콘
《마지막 유니콘》은 1980년대 미국에서 만든 한 애니메이션이다. '숲 속에 유일하게 남은 유니콘'이라는 뜻이라고도 한다. 그런데 도중에 마법사 슈멕드릭이 마법을 통해 이 유니콘을 사람으로 만드는 바람에 슈멘드릭이 아말시아라는 새 이름이 붙여졌다. 그래서 마지막 유니콘은 사람에서 다시 유니콘으로 되돌아와도 아말시아라는 이름으로 남게 되었다. 그리고 자기와 같은 유니콘을 아말시아가 풀어주면서 마지막으로 남았던 아말시아 자신도 숲속으로 돌아가면서 이야기가 무사히 끝난다.

## 줄거리
봄만 계속되는 어느 숲에 살던 주인공 유니콘이 자기와 같은 유니콘 무리들을 찾으려고 하는데 숲 어디에도 뒤져도 없었다. 그래서 자기와 같은 유니콘 존재를 찾기 위해서 이리저리 찾게 된다. 사실 이는 헤거드 왕이 그 유니콘의 아름다움에 빠져 결국 붉은 소에게 시켜서 "한 마리도 빠짐없이 모두 잡아와" 라고 말하고 바다에 넣었다. 하지만 바다는 육지 쪽으로 보내는데도 유니콘들이 못 나오는데 그 원인은 붉은 소를 두려워했다고 한다. 그리고 헤거드 왕은 그걸 보면서 너무너무 만족스러웠다고 한다. 한편, 아무것도 모르고 유일하게 마지막으로 남은 유니콘은 자기와 같은 유니콘을 찾기 위해서 멀고 먼 삼만리를 가게 되었고 도중에 어떤 나비에게 "유니콘은 오래전에 먼 길을 떠났는데 붉은 소가 유니콘의 발자국을 지워버렸다"라고 잠시 듣게 된다. 그리고 좀더 모험을 하는 도중에 유니콘이 밤잠을 자는 사이 포츄나 할범과 애꾸눈 로크 그리고 슈멘드릭 마법사를 만났는데 포츄나 할범은 유니콘을 암말로 간주하고 슈멘드릭 마법사와 로크에게 철창에 가두라고 한다. 아울러 포츄나 할범은 유니콘 진짜 뿔 바로 아래에 가짜 뿔을 달게 했다. 자기가 갇히게 된 유니콘은 슈멘드릭에게 풀어나길 바랬으며 포츄나 할범에게 "해거드 왕의 붉은 소"라는 말을 듣게 된다. 슈멘드릭의 도움으로 풀려난 유니콘은 슈멘드릭하고 같이 모험을 하는 도중, 슈멘드릭이 산적 일행들에게 잡혀가게 된다. 그래서 어떤 산에 있는 산적 두목을 비롯해, 산적 여자였던 몰리를 만나게 된다. 거기서 슈멘드릭은 마법으로 로빈훗을 부르자, 로빈훗이 나타났다. 그러자, 산적 두목이 슈멘드릭을 나무에 꽁꽁 묶고, 팔려고 했다. 그러나 유니콘이 나타나 슈멘드릭을 풀고 다시 모험을 떠나는 도중, 산적 몰리도 만나게 된다. 
그런데 헤거드 성 근처에 이르렀을 때에 붉은 소가 마지막으로 유일하게 남은 유니콘에게 공격을 가하자 슈맨드릭이 마법을 걸어 유니콘을 일시적으로 사람으로 만들어버렸다. 그 바람에 붉은 소는 헤거드 성으로 되돌아가버렸고 사람이 된 유니콘은 이 때부터 사람과 같은 일행을 하게 되면서 헤거드 성으로 향하게 된다.
헤거드 성 안으로 들어가려면 사람으로 변한 유니콘이라는 정체를 숨기고, 유니콘이 사람 행세를 최소한 해야 될 상황. 헤거드 성 앞에 헤거드 왕과 양아들 리어왕자가 지키고 있다. 슈멘드릭은 자기 소개와 몰리도 소개했는데 유니콘이 문제였다. 그래서 궁리 끝에 유니콘을 아말시아라는 가명을 붙이고 헤거드 성 내부로 들어갈 수 있게 된다. 이 때부터 본격적으로 헤거드 왕의 양아들 리어왕자까지도 같이 생활하기 시작하는데, 헤거드 왕은 그동안 즐긴 생활은 지겹고 행복하지 못하게 했다고 주장하고, 이미 따로 마법사 마그로가 있었다. 
그런데 마그로는 헤거드 왕을 행복하지 못한다는 이유로 추방시키자, 이에 분노한 마법사 마그로는 아말시아라는 가명을 쓴 유니콘에게 마법을 걸어 뿔이 있었던 자리에 집어넣는다. 그러면서 헤거드 왕에게 날카롭게 경고를 하고는 사라진다. 유니콘이 사람으로 변하고 아말시아라는 가명을 써서 정체를 숨겼으나 헤거드 왕이 아말시아의 눈을 보면서 아말시아가 실제로 유니콘이라는 존재를 알아챈다. 그런 상황에서도 리어 왕자는 아말시아에게 반하게 되고, 나중에는 아말시아도 리어왕자를 사랑하게 된다.
그리고, 나중에는 헤거드 왕이 직접 아말시아에게 리어왕자가 진짜 아들이 아니라는 사실을 밝힐 뿐 아니라, 심지어 바다를 가리켜 붉은 소에게 시켜서 수많은 유니콘들을 바다 속에 넣었다는 진실을 밝힌다.
한편, 슈멘드릭은 몰리와 함께 어떻게 붉은 소 동굴을 찾아내는 방법을 생각하는데 대들보 위에 있는 해골이 있는 장소도 알아내고 시계가 정각을 알릴 때 붉은 소 입구 통로를 알 수 있다는 수수께끼를 궁리한다. 이후 그리고는 슈멘드릭, 몰리, 아말시아는 같이 붉은 소가 있는 동굴을 향해 향한다. 그리고 해골은 정각 상관없이 시계 속으로 들어가면 붉은 소 통로하고 연결된다고 말한다.
그런데 그 해골이 슈멘드릭이 준 포도주를 마시고 취하면서 아말시아의 정체를 알면서 헤거드 왕에게 "유니콘"이라고 소리친다. 이에 헤거드 왕은 시계로 들어가려는 슈멘드릭 일행들을 죽이려다가 모두 시계 속으로 들어가는 바람에 실패한다.
시계 속에서 붉은 소 동굴을 지나간 슈멘드릭의 일행들은 붉은 소가 또다시 아말시아가 된 유니콘을 공격하자 마법사 슈멘드릭이 다시 마법을 걸어 아말시아를 다시 원래의 유니콘으로 만들어 버렸다. 아울러 붉은 소 출구 통로를 통해 밖으로 나왔으나 도중에 리어 왕자가 붉은 소에 의해 목숨을 잃고 만다. 한편, 유니콘은 뿔에서 마법같은 생기가 생기자, 이걸 통해 붉은 소를 바다로 몰아내고 바다에서 자기와 같은 유니콘들이 다 풀리면서, 유니콘들은 자기 집으로 되돌아가면서 탈출하였다.
수많은 유니콘들이 헤거드 성을 지나가면서 그 무게를 이기지 못하고 점점 해거드 성이 다 무너졌다. 그 광경을 지켜보면서 몹시 한탄하고 있었던 해거드 왕까지도 무너진 성과 함께 바다로 빠져 죽었다. 한편, 마지막 유니콘은 죽은 리어 왕자를 보면서 신세타령을 하는 슈멘드릭과 몰리를 잠시 보면서 뿔을 통해 리어왕자를 되살렸다. 
되살아난 리어왕자는 사실 자기가 죽었다는 사실을 스스로 알면서 일어난다. 그리고 마지막 유니콘하고 헤어지는데 리어왕자는 헤거드 성이 완전히 무너져 사라졌다는 사실을 직접 보면서 알게 되었다. 그래서 리어왕자는 어느 숲에 이르러 마법사 슈멘드릭과 산적 몰리와 작별인사하고 어디론가 떠난다. 
그리고 마지막 유니콘도 역시 슈멘드릭과 몰리와 작별인사 하고 자기 고향으로 떠나면서 이야기가 마무리된다.

## 음악
1. The last unicorn.
2. The man's load.
3. The tree.
4. Unicorn in the sea.
5. unicorn and lir.

## 같이 보기
- 유니콘
- 미국 만화